# Classe préparatoire physique et chimie
 (mai 2023).
La mise en forme du texte ne suit pas les recommandations de Wikipédia : il faut le « wikifier ».
Les points d'amélioration suivants sont les cas les plus fréquents. Le détail des points à revoir est peut-être précisé sur la page de discussion.
- Les titres sont pré-formatés par le logiciel. Ils ne sont ni en capitales, ni en gras.
- Le texte ne doit pas être écrit en capitales (les noms de famille non plus), ni en gras, ni en italique, ni en « petit »…
- Le gras n'est utilisé que pour surligner le titre de l'article dans l'introduction, une seule fois.
- L'italique est rarement utilisé : mots en langue étrangère, titres d'œuvres, noms de bateaux, etc.
- Les citations ne sont pas en italique mais en corps de texte normal. Elles sont entourées par des guillemets français : « et ».
- Les listes à puces sont à éviter, des paragraphes rédigés étant largement préférés. Les tableaux sont à réserver à la présentation de données structurées (résultats, etc.).
- Les appels de note de bas de page (petits chiffres en exposant, introduits par l'outil «  Source ») sont à placer entre la fin de phrase et le point final[comme ça].
- Les liens internes (vers d'autres articles de Wikipédia) sont à choisir avec parcimonie. Créez des liens vers des articles approfondissant le sujet. Les termes génériques sans rapport avec le sujet sont à éviter, ainsi que les répétitions de liens vers un même terme.
- Les liens externes sont à placer uniquement dans une section « Liens externes », à la fin de l'article. Ces liens sont à choisir avec parcimonie suivant les règles définies. Si un lien sert de source à l'article, son insertion dans le texte est à faire par les notes de bas de page.
- La présentation des références doit suivre les conventions bibliographiques. Il est recommandé d'utiliser les modèles {{Ouvrage}}, {{Chapitre}}, {{Article}}, {{Lien web}} et/ou {{Bibliographie}}. Le mode d'édition visuel peut mettre en forme automatiquement les références.
- Insérer une infobox (cadre d'informations à droite) n'est pas obligatoire pour parachever la mise en page.

Pour une aide détaillée, merci de consulter Aide:Wikification.
Si vous pensez que ces points ont été résolus, vous pouvez retirer ce bandeau et améliorer la mise en forme d'un autre article.
 (mai 2023).
Si vous disposez d'ouvrages ou d'articles de référence ou si vous connaissez des sites web de qualité traitant du thème abordé ici, merci de compléter l'article en donnant les références utiles à sa vérifiabilité et en les liant à la section « Notes et références ».
Pour les articles homonymes, voir PC.
Ne doit pas être confondu avec Physique-chimie, Chimie physique, Physique ou Chimie.
Dans le système éducatif français, la classe préparatoire physique et chimie ou PC est une des voies d'orientation en seconde année, communément appelée Maths spé, de la filière des classes préparatoires scientifiques.
On y accède après la classe préparatoire physique, chimie et sciences de l'ingénieur (PCSI).

## Orientation
La filière PC rassemble des élèves uniquement issus de la filière Physique, Chimie et Science de l'ingénieur PCSI ayant suivi l'option Chimie.
Elle comprend les classes PC et PC*. La particularité de cette filière est dans la séparation très claire entre physique et chimie, le programme de chimie comportant une partie chimie organique (non présente dans les autres filières).

## Programme

### Matières[1]
Les matières principales (composées de cours, TD et de TP) :
Mathématiques (très proche du programme de PSI) :
- Analyse : Suites et séries de fonction (complément sur les séries numériques, suites et séries de fonction, séries entières), intégration sur un intervalle quelconque, calcul différentiel (dérivabilité des fonctions vectorielles, fonctions de plusieurs variables).
- Algèbre : Algèbre linéaire (compléments sur les espaces vectoriels, les endomorphismes et les matrices, réduction des endomorphismes et des matrices carrées), endomorphismes des espaces euclidiens, espaces vectoriels normés.
- Variables aléatoires discrètes : Ensembles dénombrables et familles sommables, probabilités, variables aléatoires discrètes et lois usuelles, espérance et variance.

Physique :
Les contenus de la formation sont organisés autour de six thèmes :
- Optique : Modèle scalaire des ondes lumineuses, superposition d’ondes lumineuses, trous d’Young, interféromètre de Michelson
- Électronique : Production, acquisition et traitement d’un signal électrique, partie abordée exclusivement de manière expérimentale
- Thermodynamique : Systèmes ouverts en régime stationnaire, diffusion de particules, diffusion thermique, rayonnement thermique
- Mécanique : Changement de référentiel, dynamique dans un référentiel non galiléen, mécanique des fluides
- Électromagnétisme : Sources du champ électromagnétique, électrostatique, magnétostatique, équations de Maxwell
- Physique des ondes : Phénomène de propagation non dispersif (équation de d’Alembert), phénomène de propagation linéaire unidimensionnel, interface entre deux milieux, introduction à la physique du laser, approche ondulatoire de la mécanique quantique

Ces différents sujets pouvant être étudiés dans quelque sens que ce soit, de nombreux rapprochements et analogies pouvant être faits. Les TP de 4 h, faisant alternances avec ceux de chimie, portent surtout sur l'optique (3 TP-cours), et l'électrocinétique.
Chimie :  Fait suite au programme de sup et s'y appuie assez souvent
- Transformations chimiques de la matière, aspect thermodynamique et cinétique: Premier principe de la thermodynamique appliqué aux transformations physico-chimiques, deuxième principe de la thermodynamique appliqué aux transformations physico-chimiques, procédés industriels continus : aspects cinétiques et thermodynamiques, changements de phase de corps purs et de binaires, thermodynamique et cinétique des transformations modélisées par des réactions d’oxydo-réduction
- Atomistique : Orbitales atomiques, orbitales moléculaires et réactivité, constitution et réactivités des complexes
- Chimie organique : Conversion de groupes caractéristiques, création de liaisons carbone-carbone

Français/Philosophie : Étude des 3 œuvres au programme.
LV1 (anglais, allemand, espagnol, italien, arabe, etc.) : Étude de l'économie, du mode de vie, de la culture (anglais et américains pour LV1 anglais) à travers des articles de presse, entraînement aux différents types d'épreuve au concours : Thème littéraire (type "Mines-Ponts") ou grammatical (type "E3A"), Version, Contraction croisée (cross-reduction : contraction en anglais d'un texte en français), expression écrite (réponse a une question en anglais), synthèse de documents, QCM.
TIPE/ADS
- Poursuite dans les recherches et synthèse d'un exposé pour le TIPE
- L'ADS n'est en vigueur que pour le concours X-ENS

Sport :  2 heures

### Emploi du temps
| Matière                       | Total | Cours | TD  | TP  | Khôlles           |
| ----------------------------- | ----- | ----- | --- | --- | ----------------- |
| Mathématiques                 | 9 h   | 6 h   | 3 h | 0   | 1 h par quinzaine |
| Physique                      | 9 h   | 6 h   | 1 h | 2 h | 1 h par quinzaine |
| Chimie                        | 6 h   | 3 h   | 1 h | 2 h | 1 h par quinzaine |
| Informatique                  | 2 h   | 1 h   | 0 h | 1 h | 0                 |
| Français - Philosophie        | 2 h   | 2 h   | 0   | 0   | 1h par trimestre  |
| Langue vivante 1              | 2 h   | 2 h   | 0   | 0   | 1 h par quinzaine |
| Langue vivante 2 (facultatif) | 2 h   | 2 h   | 0   | 0   | 0                 |
| EPS                           | 2 h   | 2 h   | 0   | 0   | 0                 |
| TIPE                          | 2 h   | 0     | 2 h | 0   | 0                 |
| Total obligatoire             | 32 h  | 20 h  | 7 h | 5 h | 2 h par semaine   |

Les cours de physique sont séparés des cours de chimie dans cette filière. D'ailleurs, il y a en général un professeur pour chacune de ces matières (En fait, il y a un agrégé de physique et un agrégé de chimie, alors que dans les autres filières, le professeur de physique-chimie est indifféremment agrégé de physique ou de chimie).

### Les Khôlles
Elles ont lieu pour les quatre matières : mathématiques, physique, chimie et LV1. Les élèves ont deux colles d'une heure (40 minutes en général pour la LV1) par semaine, par roulements. Une colle de Français/Philosophie a lieu par trimestre.

### Informatique
Depuis 2013, l'enseignement de l'informatique se fait en accord avec le Plan informatique pour tous  sur des plages horaires dédiées. Le langage étudié devient Python, en remplacement de Maple.
Programme :
Initiation à l'outil informatique et au langage Python. Représentation des nombres en informatique. Ingénierie numérique et résolution d'équations. Requêtes SQL. Récursivité. Piles. Algorithmes de tri.

## Débouchés
Comme toutes les autres filières de Maths Spé (MP, PSI et PT), elle permet via les 6 principaux concours (X-ESPCI, ENS, Mines-Ponts, Centrale-Supélec, Concours communs polytechniques (CCP), e3a)
d'accéder aux grandes écoles d'ingénieurs. Il y a cependant un certain nombre de spécificités liées à la filière PC durant les concours.
- Le concours de l'École polytechnique est jumelé avec celui de l'ESPCI Paris - PSL.
- Le concours commun polytechnique comporte, en plus des ENSI physiques accessibles depuis les autres filières, les ENSI chimie, seulement accessibles depuis la PC. Une épreuve spécifique de chimie (Chimie II) est soumise aux candidats voulant accéder à ces écoles.
- La séparation entre épreuves de physique et épreuves de chimie est tout aussi claire que celle des cours : les candidats passent pour chaque concours, en général, 2 épreuves de physique et 1 épreuve de chimie (sauf pour les CCP), et pas d'épreuve de "physique-chimie" comme dans les autres filières. L'épreuve de chimie est en général composée d'une partie de chimie organique, et d'une partie de chimie non-organique (chimie des solutions aqueuses, thermodynamique chimique, cristallographie, atomistique…).
- À l'oral des CCP, le candidat passe soit une interrogation de chimie et un TP de physique, soit une interrogation de physique et un TP de chimie.